# Bathyberthella antarctica
Bathyberthella antarctica is een slakkensoort uit de familie van de Pleurobranchidae. De wetenschappelijke naam van de soort is voor het eerst geldig gepubliceerd in 1987 door Willan & Bertsch.